# Église Notre-Dame-de-Lourdes de Libreville
L'église Notre-Dame-de-Lourdes est une église catholique située à Libreville, au Gabon.

## Présentation
Le 15 août 2015 a eu lieu l’inauguration officielle de la façade de l’église Notre-Dame-de-Lourdes à Libreville.
L'église a été construite par l'Institut du Christ Roi et financée en partie par Ali Bongo.
Les azulejos de la façade ont été fabriqués au Portugal.
La paroisse Notre-Dame de Lourdes est administrée par un prêtre de l’Institut du Christ-Roi, qui en est le curé.
La façade a été inaugurée par le président du Gabon, Ali Bongo, en présence du cardinal Raymond Burke, de Basile Mvé Engone, archevêque de Libreville, Dennis Kuruppassery, chargé d’affaires de la nonciature et de Marco Agostini, cérémoniaire pontifical[réf. nécessaire].